# Иглохвосты
Иглохвосты, или иглохвостые стрижи (лат. Chaetura) — род птиц семейства стрижиных (Apodidae). 

## Этимология
Название Chaetura происходит от древнегреческих слов «χιτή» («длинный волос») и «οὐρά» («хвост»), что отражает наличие жестких волосков-«шипов» на концах хвостовых перьев (отсюда русское название «иглохвосты»). Первоначально типовым видом по монотипии считался Chaetura macroptera (сейчас синоним C. brachyura), однако в последующих систематиках типовым назначался дымчатый стриж Chaetura pelagica.

## Морфология
Иглохвосты — небольшие птицы. Длина тела разных видов обычно составляет 10–15 см, масса – около 15–30 г. Оперение в целом буровато-серое или тёмно-серое. Клюв короткий, ноги очень маленькие. Хвост у иглохвостов короткий и широкий, его рулевые перья оканчиваются жесткими удлинёнными «шипами». Форма тела в полёте напоминает «сигару с крыльями»: тело округлое, передние и задние концы «тупые», а крылья длинные, узкие и сильно изогнутые. Полёт быстрый и маневренный, с частыми взмахами крыльев.

## Образ жизни
Иглохвосты ведут почти полностью воздушный образ жизни: они питаются на лету, редко усаживаясь на ветки или стены. Питаются исключительно летающими насекомыми: мухами, клопами, муравьями и другими, захватывая добычу прямо в воздухе, что характерно для стрижиных. У всех видов иглохвостов половой диморфизм отсутствует или слабо выражен.
Гнездятся иглохвосты на вертикальных поверхностях: в дуплах и нишах деревьев, пещерах и особенно часто – в дымоходах и других конструкциях человека. Гнездо представляет собой полусферическую чашу из мелких палочек, склеенных слюной у стены (гнездо строят оба партнёра). Кладка обычно содержит 3–5 белых яиц, которые насиживают оба родителя. Птенцы после 2–3 недель начинают вылезать из гнезда и карабкаться по стенам, а первый полноценный полёт совершают примерно через 4 недели. В кладке иногда помогают «помощники» – подросшие птицы из предыдущих выводков, что характерно для некоторых видов стрижей.
Иглохвосты склонны к колониальному гнездованию. Иногда несколько пар строят гнёзда близко друг к другу, образуя небольшие или даже крупные колонии (до сотен и более гнезд). В конце сезона птицы образуют большие миграционные стаи – нередко тысячи особей сразу собираются у мест ночёвок (например, в дымоходах) перед вылетом на юг. Некоторым видам серобрюхий иглохвост (Chaetura vauxi) и др.) свойственна долгая сезонная миграция в Южную или Центральную Америку.

## Ареал и среда обитания
Иглохвосты распространены исключительно в Новом Свете: они встречаются от южных регионов Канады и США до южной Аргентины и Чили. В Северной Америке наиболее обычен дымчатый иглохвост (C. pelagica) и серобрюхий иглохвост (C. vauxi), в Центральной Америке – C. fumosa и серогузый (C. cinereiventris), в Южной Америке – короткохвостый (C. brachyura), бледногузый (C. egregia), C. meridionalis и др.
Предпочитают открытые и полузакрытые ландшафты: вторичные леса, лесные опушки, степи, поля, сельхозугодья. В Северной Америке эти стрижи часто селятся рядом с человеком – над городами, крышами и дымоходами, где много насекомых для корма. В тропиках они встречаются у водоёмов, по опушкам влажных лесов и на плантациях, а также летают над реками и рисовыми полями. В горах некоторые виды (например, C. chapmani, C. egregia) поднимаются до высокогорных лесов.

## Виды
К роду Chaetura относят 11 видов:
- Chaetura andrei — Пепельнохвостый иглохвост — эндемик Венесуэлы.
- Chaetura brachyura — Короткохвостый иглохвост — встречается от бассейна Амазонки до побережья Южной Америки. Обитает в саваннах, открытых лесах и городских окрестностях.
- Chaetura chapmani — Иглохвост Чапмена
- Chaetura cinereiventris — Серогузый иглохвост
- Chaetura egregia — Бледногузый иглохвост
- Chaetura fumosa — ограничен горами Коста-Рики и западной Панамы.
- Chaetura martinica — Антильский иглохвост — эндемик Малых Антильских островов
- Chaetura meridionalis
- Chaetura pelagica — Дымчатый иглохвост — обитает в восточных штатах США и южной Канаде; гнездится в городах (в первую очередь в дымоходах), на зиму мигрирует в бассейн Амазонки.
- Chaetura spinicaudus — Полосатохвостый иглохвост
- Chaetura vauxi — Серобрюхий иглохвост — широко распространён от Аляски и Британской Колумбии до Центральной Мексики и Северной Венесуэлы. Зимует в Центральной Америке.

## Охранный статус
Большинство видов иглохвостов не вызывают особых опасений: по оценкам МСОП они относятся к категории "Вызывает наименьшие опасения". Исключение составляют дымчатый (C. pelagica) и серохвостый иглохвост, которые согласно оценке МСОП классифицированы как «уязвимые» из‑за резкого сокращения численности. За последние полвека численность дымчатого стрижа упала примерно на 60–70%. Основные угрозы для этих птиц – утрата естественных мест гнездования. В городах старые кирпичные дымоходы разрушаются или заделываются, а в лесах уменьшается количество старых деревьев со щелями и дуплами для гнезд. Снижение кормовой базы из‑за использования пестицидов и общего сокращения летающих насекомых также негативно влияет на численность. Для охраны иглохвостов важным является сохранение подходящих мест для гнездования (включая специально оборудованные башни или искусственные гнездовья) и защита старых лесов. В ряде регионов действуют программы мониторинга и строительства «птичьих башен» для привлечения печных стрижей в безопасности, а также ограничиваются уничтожение гнезд (например, запретом на чистку дымоходов в период размножения).